# Haldia
Haldia este un oraș în India, situat in Bengalul de Vest. Are o industrie dezvoltata.